# Liste der denkmalgeschützten Objekte in Pöttelsdorf
Die Liste der denkmalgeschützten Objekte in Pöttelsdorf enthält die denkmalgeschützten, unbeweglichen Objekte der österreichischen Gemeinde Pöttelsdorf.

## Denkmäler
| Foto |                 | Denkmal                                                                   | Standort                                | Beschreibung | Metadaten |
| ---- | --------------- | ------------------------------------------------------------------------- | --------------------------------------- | --- | --- |
| ja   | Datei hochladen | Evang. Pfarrkirche A.B. HERIS-ID: 22638 Objekt-ID: 18972                  | Hauptstraße 42 Standort KG: Pöttelsdorf | Die evangelische Pfarrkirche am westlichen Ortsrand ist ein mächtiger neogotischer Bau aus den Jahren 1900/01 von Ludwig Schöne. Die dreiachsige Portalfront wird von einem hohen Turm mit Pyramidenhelm überragt. Malereien und Einrichtung stammen aus der Bauzeit.                  | BDA-Hist.: Q33314351 Status: § 2a Stand der BDA-Liste: 2025-06-30 Name: Evang. Pfarrkirche A.B. GstNr.: 2 Evangelische Pfarrkirche A.B. (Pöttelsdorf)       |
| ja   | Datei hochladen | Ehem. Evangelisches Schulhaus HERIS-ID: 112534 Objekt-ID: 130740seit 2016 | Hauptstraße 44 Standort KG: Pöttelsdorf | | BDA-Hist.: Q37831531 Status: Bescheid Stand der BDA-Liste: 2025-06-30 Name: Ehem. Evangelisches Schulhaus GstNr.: 5                                         |
| ja   | Datei hochladen | Evangelischer Pfarrhof HERIS-ID: 22639 Objekt-ID: 18973                   | Hauptstraße 46 Standort KG: Pöttelsdorf | | BDA-Hist.: Q37871399 Status: § 2a Stand der BDA-Liste: 2025-06-30 Name: Evang. Pfarrhof GstNr.: 7                                                           |
| ja   | Datei hochladen | Kath. Filialkirche Mariä Geburt HERIS-ID: 22637 Objekt-ID: 18971          | Standort KG: Pöttelsdorf                | Die katholische Filialkirche steht auf einer Terrasse über dem Ort im alten Friedhof. Der turmlose Giebelbau wurde 1797 erbaut und 1813 geweiht. Das Gnadenbild „Mariae Steinwurf“ stammt noch aus dem 17. Jahrhundert, die übrige Inneneinrichtung aus dem Ende des 18. Jahrhunderts. | BDA-Hist.: Q37871367 Status: § 2a Stand der BDA-Liste: 2025-06-30 Name: Kath. Filialkirche Mariä Geburt GstNr.: 258 Filialkirche Mariae Geburt, Pöttelsdorf |